# Pioneer Point

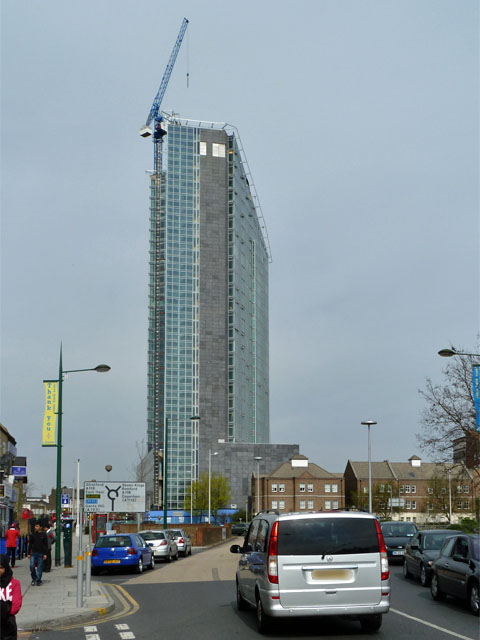
O Pioneer Point em sua fase de construção anterior ao ano de 2011.

O Pioneer Point é um par de arranha-céus no bairro Ilford em Londres. Pioneer Point North possui 105 metros de altura com 33 pisos e o Pioneer Point South possui 82 metros de altura com 25 pisos.
Uma loja EasyGym ocupa o segundo andar, um restaurante localiza-se no primeiro andar e o restante será usado para vendas residenciais.